# Observatorium Lund

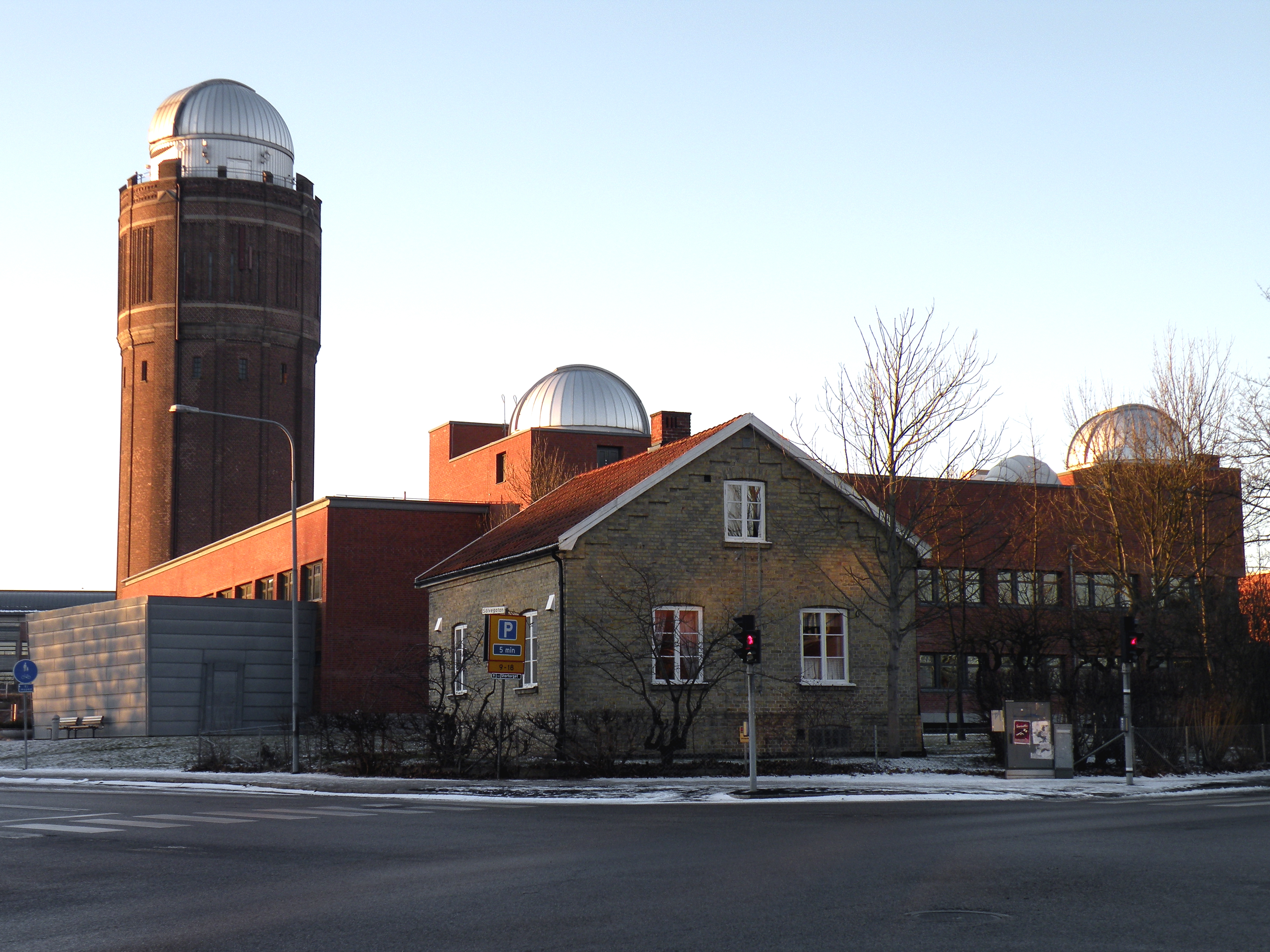
Das Observatorium befindet sich am Fuß von Lunds altem Wasserturm Gamla vattentornet. Auf diesem, der nicht mehr in der ursprünglichen Verwendung ist, ist das 1,4m CAT Teleskop installiert.

Das Observatorium Lund ist eine Sternwarte in der schwedischen Stadt Lund, die der Universität Lund zugeordnet ist.
Die Gebäude des Observatoriums befinden sich an einem nicht mehr als solchen verwendeten Wasserturm im Norden der Stadt. Seit 2006 wird er als Basis für Schwedens größtes Teleskop verwendet, ein Spiegelteleskop (Coudé Auxiliary Telescope CAT) aus dem La-Silla-Observatorium mit 1,4 m Apertur. Durch die erhöhte Position auf dem Wasserturm wird ein verbessertes Seeing erreicht, da dies nicht von bodennahen Turbulenzen beeinträchtigt wird.